# La Bénisson-Dieu
La Bénisson-Dieu là một xã trong tỉnh Loire miền trung nước Pháp.